# Microsphaeroniscus pallidus
Microsphaeroniscus pallidus är en kräftdjursart som beskrevs av Lemos de Castro1985. Microsphaeroniscus pallidus ingår i släktet Microsphaeroniscus och familjen Scleropactidae. Inga underarter finns listade i Catalogue of Life.